# Měsíc nad pouští
Měsíc nad pouští (v anglickém originále Mojave Moon) je americká filmová komedie z roku 1996. Režisérem filmu je Kevin Dowling. Hlavní role ve filmu ztvárnili Danny Aiello, Angelina Jolie, Anne Archer, Michael Biehn a Alfred Molina.

## Obsazení
| Danny Aiello    | Al McCord   |
| Angelina Jolie  | Ellie Rigby |
| Anne Archer     | Julie       |
| Michael Biehn   | Boyd        |
| Alfred Molina   | Sal Santori |
| Jack Noseworthy | Kaiser      |
| Zach Norman     | Terry       |
| Michael Massee  | pátý kluk   |